# نجف‌آباد
نجف‌آباد () سومین شهر پرجمعیت استان اصفهان و مرکز شهرستان نجف‌آباد است. این شهر دارای چهار شهرک صنعتی می‌باشد. نجف آباد با داشتن مجموعه باغ‌های زیاد و شکوفه‌های بادام، قالی دست بافت، تولید عسل و انار به شهرت رسیده و شیرینی محلی معروف آن اِگِردِک نام دارد. فاصله اصفهان تا نجف‌آباد ۲۵ کیلومتر است.
اکثر افراد بومی این شهر دارای پسوند نجف آبادی هستند.

## پیشینه
این شهر در زمان شاه عباس صفوی در ۲۵ کیلومتری غرب شهر اصفهان بنا شده‌است.
در دوره حکومت شاه عباس صفوی در حدود سال ۱۰۲۲ ه‍.ق مقداری هدایا و نذورات و جواهرات و پول نقد که بار چندین شتر بود از طرف شاه عباس برای حرم علی بن ابی‌طالب به نجف فرستاده شد. (که بالغ بر سیصد من موم زرد، کافور، مقداری فتیله عنبری و مروارید دریایی بود) قافله شتران در این سرزمین بازایستادند و تلاش شتربانان برای حرکت دادن شتران به جایی نرسید. خبر به شیخ بهایی رسید. شیخ در ردی فرمود"دیشب در عالم رؤیا شاه نجف را زیارت کردم. فرمود شتران را برهانید و بارشان را به صرف آباد کردن این محل مصرف کنید که اصلح همین است. " این سخن شیخ مورد تأیید پادشاه قرار گرفت. شرح حال این داستان را نویسنده توانا ابوالقاسم پاینده در کتاب قدمگاه خود به زیبایی بیان می‌دارند:
"بیرون شهر معجزه رخ داده بود، چند شتر که با بارهای سنگین از سکه‌های نقره شاه عباس، به راه نجف می‌رفت، پنج فرسنگی پایتخت (اصفهان) در یک دره وسیع ریگی و میان دو رشته کوه، خفتند و دیگر برنخاستند. تلاش شتربانان بی‌اثر بود. یک روز و دوروز گذشت. شتران هنوز خفته بودند. کاروانسالار درمانده شد و به پایتخت خبر داد. همان شب شیخ بهایی مشاور و محرم شاه امام خفته در نجف را به خواب دید که فرمود شتران را رها کنید و اموال را همان جا صرف کنید که صلاح کار همین است؛ و بنایی به نام من بسازید که چنین خواسته‌ام. اراده امام انجام شد. آب آنجا نبود. از راه دور آوردند. درآن ریگزار بنا و صحن و ضریح و گنبدی ساختند با دو باغ در دو سو"

## نامگذاری
به باور عده‌ای نام اصلی نجف‌آباد «ده نان» یا «دهان» بوده‌است که مقصود از نان «نون» می‌باشد؛ و ابوالقاسم پاینده دیار نون را بر این شهر برگزیده‌است.

## سوغات شهر
- کباب شتر با سیخ انجیر
- اِگِردِک و کُماج
- پولکی و نبات
- بادام
- توت خشکه
- کله جوش
- آش آماج
- گُندی
- سبد ارغون (لوده بافی)

## زبان
زبان شهر نجف آباد اصفهان فارسی است با لهجه زیبای منطقه اصفهان که به زبان اصیل و باستانی فارسی زمان ساسانیان بسیار نزدیک است.
همچنین مردمان نجف آباد به زبان فارسی و با لهجه نجف آبادی و سایرین به فارسی معیار صحبت می‌کنند.
لهجه نجف آبادی بسیا شبیه به لهجه زیبای اصفهانی شبیه است ولی کاملا شبیه لهجه اصفهانی نیست. 
زبان مردم نجف آباد  تفاوت کمی با زبان فارسی معیار دارد و کاملا  شبیه آن نیست.

## ساکنین اولیه شهر
عوامل متعددی در هسته اولیه سکونت در این محل نقش داشتند:
- سیاسی: شاه عباس صفوی در سال ۹۹۶ه‍.ق با مساعدت رؤسای ایل اوستاجلو و ایل شاملو روی کار آمد. شورش‌هایی که از قبل از روی کار آمدن شاه عباس شروع شده بود هنوز ادامه داشت. شاه عباس از همان آغاز برآن شد تا با سرکوب شورش‌های به بپاخاسته قدرت خویش را تثبیت کند. وی در سال ۱۰۰۷ه‍.ق اصفهان را به پایتختی انتخاب کرد و سعی کرد با تحت فشار قراردادن نیروهای شورشی و متلاشی ساختن هسته‌های طغیانی آن‌ها را نابود کند یا تبعید نماید. وی در این راستا در سال۱۰۱۴ه‍.ق حدود هفتاد هزار ارمنی و آذربایجانی را به مرکز ایران تبعید نمود. همچنین بسیاری را از گرجستان بیرون راند و در حوالی اصفهان و مازندران اسکان داد. گرج‌ها نیز همانند ارمنی‌ها در زمان شاه عباس اول از قفقاز به استان اصفهان کوچانده شدند. آنان ابتدا در شهر تازه بنا شدهٔ نجف آباد سکنا گزیدند ولی بعدها به دلیل ناسازگاری با آب و هوای نجف آباد و دلایل دیگر به فریدن و فریدون‌شهر رفتند. اسکان مخالفان در اطراف پایتخت امکان کنترل بیشتر را به قدرت مرکزی می‌داد. بسیاری از مخالفان شهرهای دیگر هم به این شهر تبعید شدند. در سال ۱۰۰۶ هجری قمری شاه عباس صفوی پایتخت صفویه را از قزوین به اصفهان منتقل کرد. دوری از مرزها، کاهش دادن قدرت قزلباشان، بهبود تجارت و ترس شاه عباس از پیشگویی منجمانی که ماندنش را در قزوین برای جانش خطرناک دانسته بودند از دیگر دلایل ذکر شده برای این انتقال است. گزیدن اصفهان به عنوان پایتخت توسط شاه عباس، نتایج مثبتی برای این شهر به بار آورد، مسجدها، آب‌انبارها و کاروانسراهای بسیاری در شهر ساخته شد، به ابتکار شیخ بهایی شبکه‌های کامل ارتباطی و آبیاری پدید آمد و با بنیان نهادن شهر بازرگانی نجف آباد در چند کیلومتری غرب اصفهان برای تهیه آذوقه شهر، زیربنای زراعی استواری برای پایتخت جدید پدید آمد.
- جغرافیایی: نزدیکی نجف‌آباد با اصفهان و قرار داشتن بر سر مسیر خوزستان و عراق
- نظامی: شاه عباس این مکان را قورخانه (مرکز اسلحه) و محل سکونت کارگران اسلحه‌سازی قرار داد. به همین جهت احتمال دارد صنعت چاقو سازی و زودپزسازی و همچنین کارد و چنگال‌سازی در نجف‌آباد از بقایای همان دوران باشد.

### نجف‌آباد پیش از صفویه
در خصوص ساکنان نخستین شهر گفته شده‌است که پیش از بنای آن عده از زرتشتیان در کوه‌های شمالی شهر ساکن بودند؛ و این محل پس از آنکه دولت اسلامی برقرار شد برای مدتی پایگاه گبران گردید.

نجف‌آباد قطعه زمینی گسترده با دو رشته کوه موازی در شمال و یک رشته از کوهپایه‌های زاگرس در جنوب، دشت گسترده‌ای را تشکیل می‌داده که عده‌ای از زرتشتیان چادرنشین از فلات مرکزی ایران (یزد) در آغاز در تابستان با کوچ خود به این مکان حیواناتشان را در کوهپایه‌های شمالی می‌چراندند و تا پاییز در این‌جا می‌ماندند؛ ولی پس از مدتی رنج رفت‌وآمد همه ساله آن‌ها را وادار به اسکان در این دشت کرد. اینان در کوهپایه‌های شمالی ساکن شدند و از چشمه‌سارهای آن برای استفاده خود و حیواناتشان بهره می‌بردند. چون تابستان‌ها دچار کم‌آبی شدند به فکر حفر قنات و تأمین آب دائمی برای خود افتادند.

## مشاهیر و نام آوران
رده:اهالی نجف‌آباد

## آب و هوا
نجف آباد در دشتی با آب و هوای معتدل و نسبتاً خشک قرار گرفته‌است. میانگین بارش سالیانه در آن ۱۲۰ میلی‌متر بوده که بیشتر در فصل‌های سرد انجام می‌گیرد. از جوی دارای حداکثر مطلق درجه حرارت ۳۸ درجه و حداقل مطلق ۵/۹ درجه و متوسط درجه حرارت در سال برابر ۸/۱۵ درجه می‌باشد. ارتفاع این شهر از سطح دریا ۱۶۰۰ متر است.

## ارگ شیخ بهایی

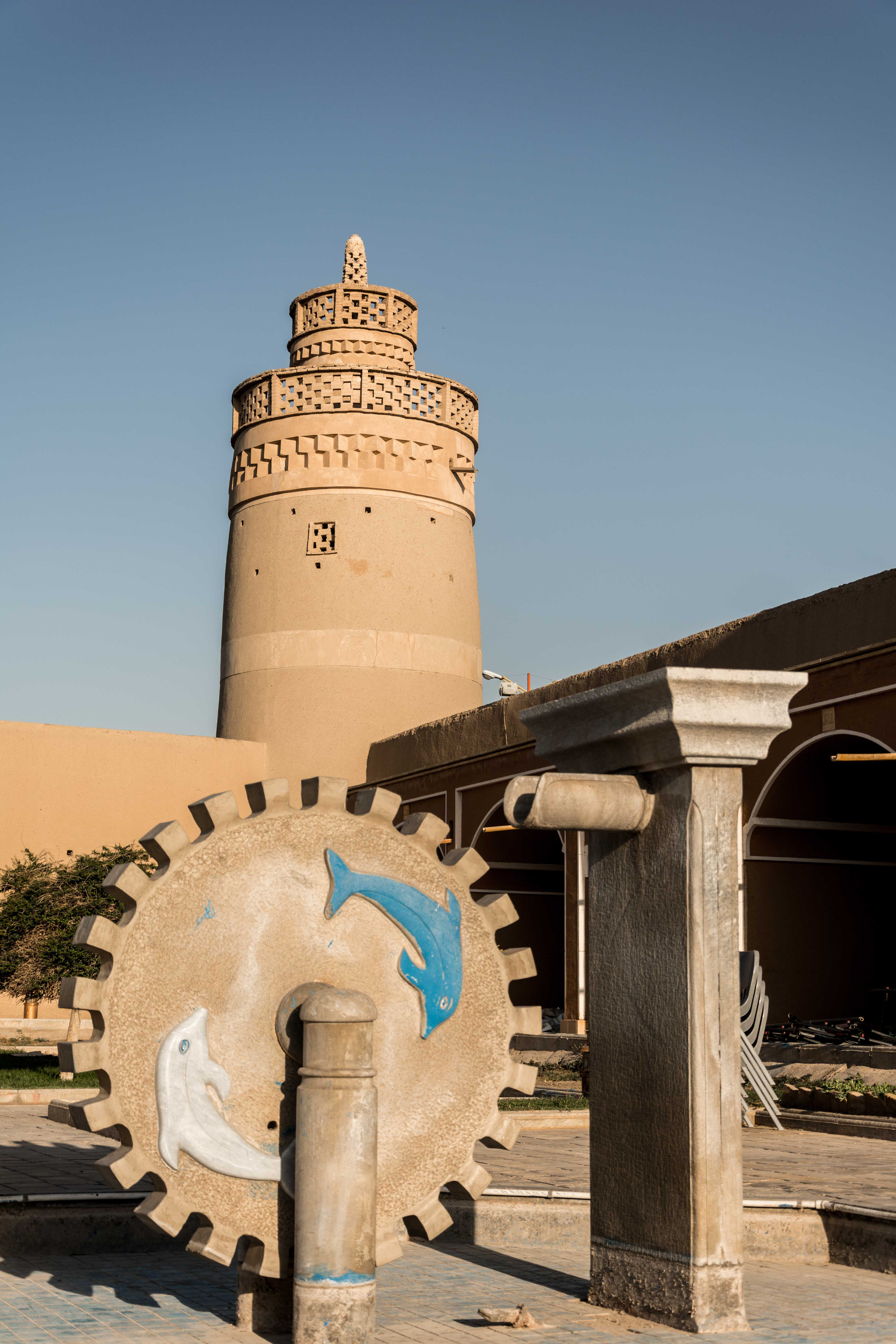
تصویر یکی از برج‌های کبوتر خانه ارگ شیخ بهایی

## نگارخانه

راهپیمایی مردم درسال۱۳۵۷-نجف آباد
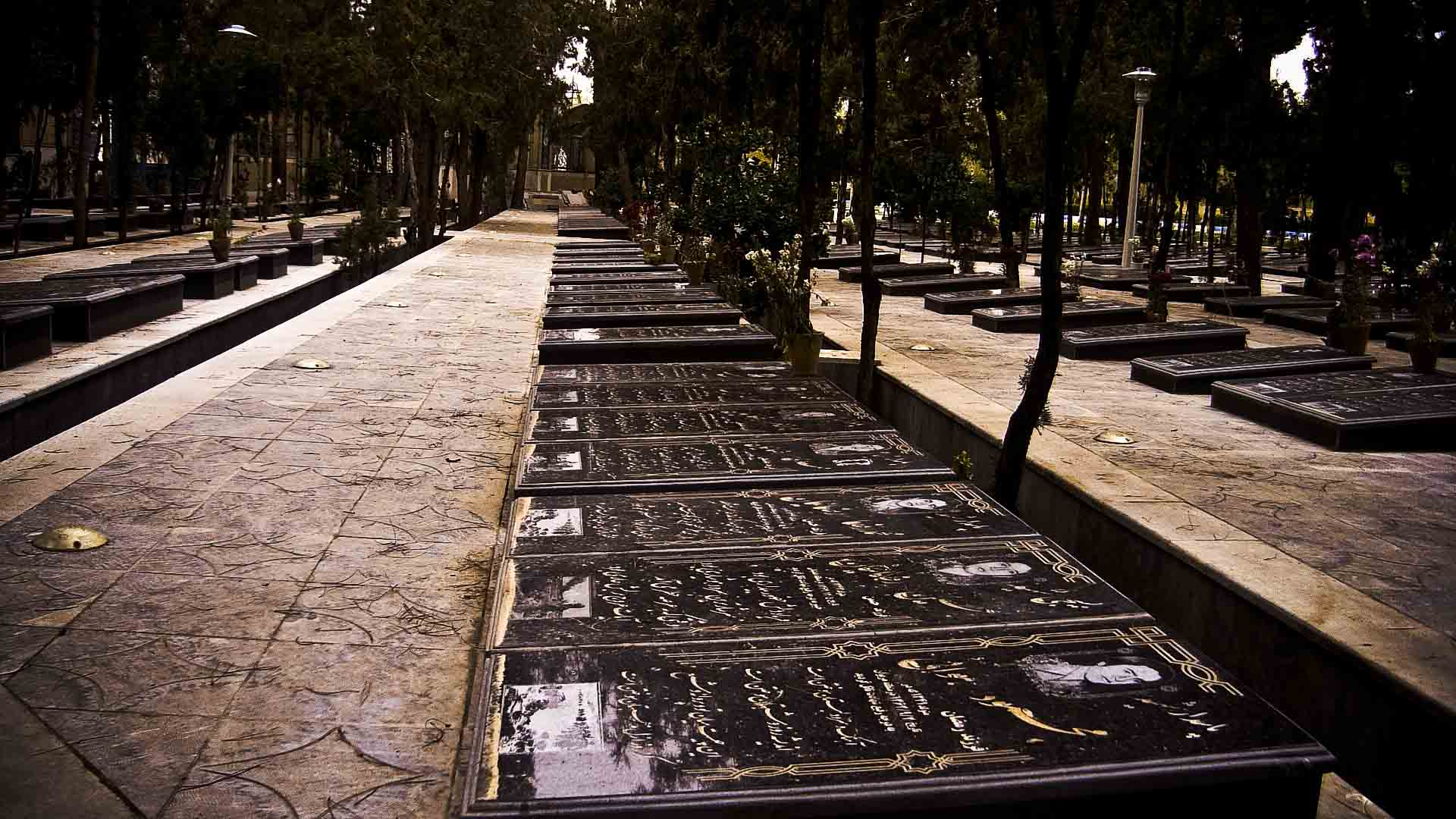
نمایی از گلستان شهدای نجف آباد
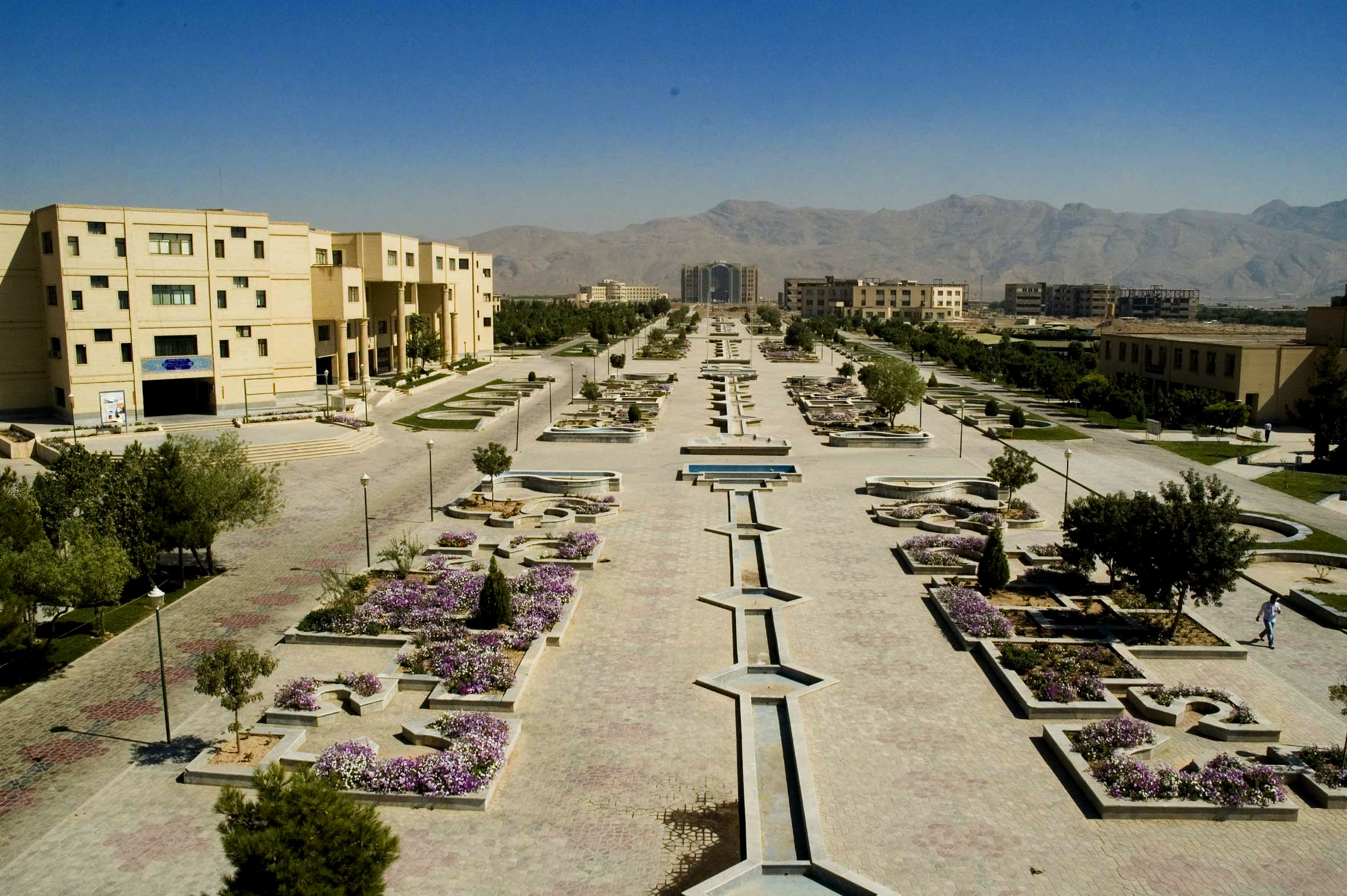
نمایی کلی از دانشگاه آزاد اسلامی واحد نجف‌آباد
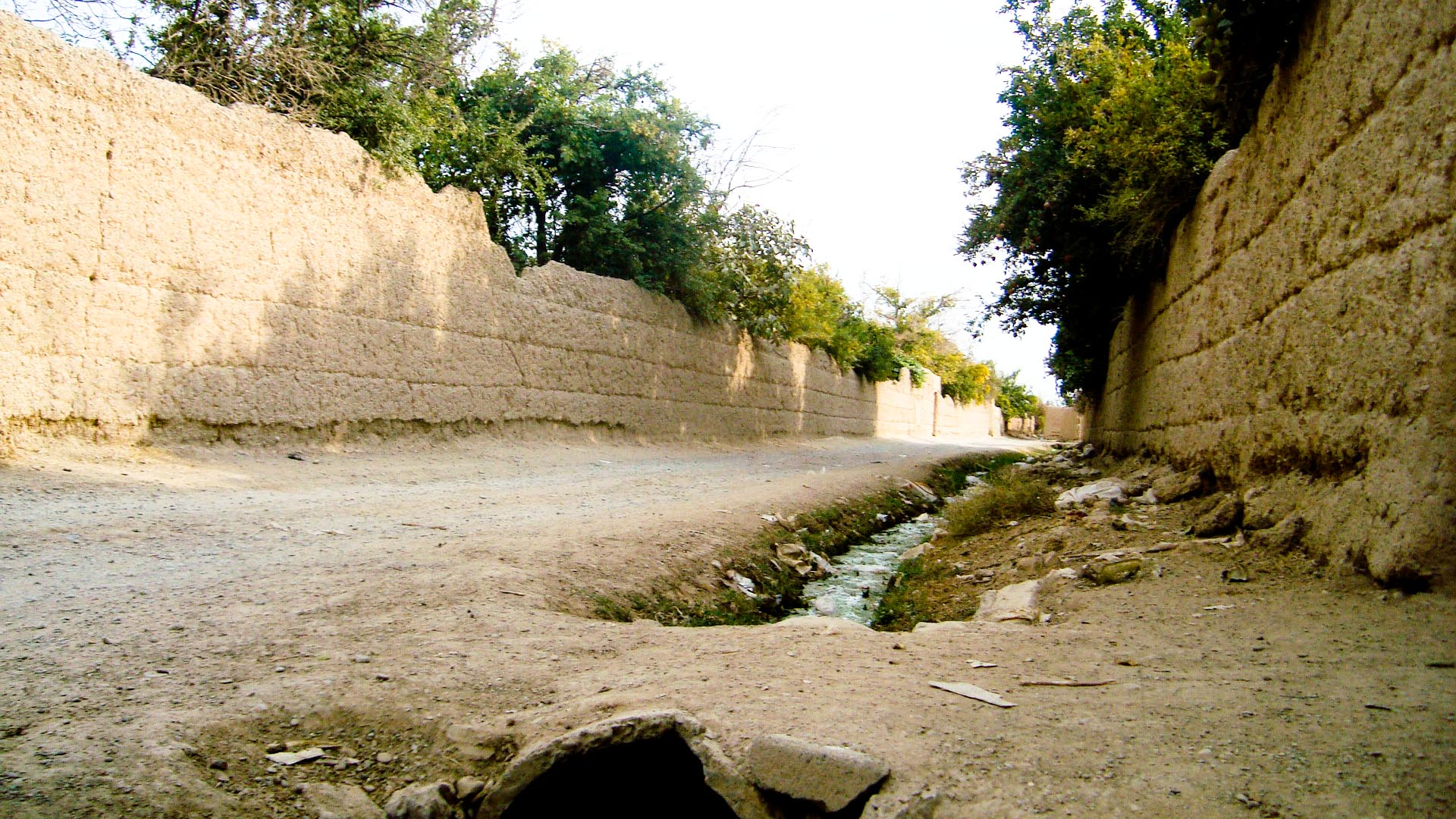
کوچه باغی در نجف آباد